# Vida en sombras
Vida en sombras es una película española de 1948, en blanco y negro, dirigida por Lorenzo Llobet Gràcia y con actuación de Fernando Fernán Gómez, María Dolores Pradera, Félix de Pomés e Isabel de Pomés.

## Argumento
Carlos Durán, nacido en una barraca de feria relacionada con el cine, y autor de una película de aficionado cuando contaba con catorce años, se convierte en operador profesional, ya que toda su vida ha estado marcada por ese arte.
Contrae matrimonio con Ana, a la que se declaró durante una proyección de Romeo y Julieta. Cuando estalla la Guerra Civil, se separa de su esposa para filmar unos planos de la contienda y esta muere en un tiroteo. Para huir de los remordimientos, decide convertirse en reportero bélico, y tras el fin de la guerra cae en la depresión, llegando a odiar el cine.

## Reparto
| Intérprete              | Personaje                       |
| ----------------------- | ------------------------------- |
| Fernando Fernán Gómez   | Carlos Durán                    |
| María Dolores Pradera   | Ana                             |
| Isabel de Pomés         | Clara                           |
| Fernando Sancho         | Sancho, el productor / Feriante |
| Alfonso Estela          | Luis                            |
| Graciela Crespo         | Sra. Durán                      |
| Félix de Pomés          | Sr. Durán                       |
| Mary Santpere           | Doncella                        |
| Marta Flores            | Esposa                          |
| Miquel Graneri          | Marido                          |
| Jesús Puche             | Fotógrafo                       |
| Valero                  | Carlos, de niño                 |
| Juan López              | Luis, de niño                   |
| Antonia Llobet          | Ana, de niña                    |
| Antonio Leal            | Comandante                      |
| Tomás Gutiérrez Larraya | Vendedor de Films Selectos      |

Y sin acreditar, según IMDb, también aparecen: Arturo Cámara (comandante), Camino Garrigó (Madre de Ana), Hernández (otro vendedor), María Severini (Dueña de la pensión), Enrique Tusquets (Hombre del puro en el cine) y Joaquín Soler Serrano (voz).

## Comentarios
Se trata de uno de esos casos en los que la censura impidió que la película se conociera en su momento y tuvieran que pasar los años para que fuera reivindicada, como ocurrió también con La torre de los siete jorobados.

### Preproducción
Lorenzo Llobet-Gràcia era empresario de transporte y un prestigioso cineasta aficionado, además de organizador de numerosas actividades cinematográficas en Sabadell, donde vivía. Era amigo del realizador Carlos Serrano de Osma y del director de la revista de cine Primer Plano, Adriano del Valle, entre otros. En gran parte gracias a estos contactos en el mundo del cine, decide iniciarse con su primer largometraje, pensando en un cine comprometido en lo estético, pues eran integrantes de la difusa corriente de finales de la década de 1940, que se autoproclamó "cine telúrico".
No obstante, el guion de su ópera prima se enfrenta a malos informes de la Dirección General de Cinematografía y Teatro, que advierte a la productora, Castilla Films, de su nulo interés dramático, además de sus reticencias a ciertos aspectos del guion, como el aparecer en la "zona Roja y posteriormente en la Nacional".

### Problemas en la producción
El rodaje se realizó entre noviembre de 1947 y febrero de 1948. A mitad de este último, llega la noticia de que no le conceden el crédito sindical al proyecto, por lo que Llobet-Gràcia debe involucrarse personalmente, además de la ayuda de su familia, en la financiación de la película, una decisión que prácticamente les arruinó.
La película fue muy criticada por la Junta Superior de Orientación y calificada, en agosto de 1948, en 3.ª categoría. Así, los realizadores decidieron efectuar un nuevo montaje e introducir una serie de cambios en la película, añadiendo material de archivo o recortando un largo plano secuencia entre otras cosas. Esta tarea la llevó a cabo Antonio del Amo, pues Llobet-Gràcia estaba acosado por problemas familiares. Tras estos cambios se le dio la calificación de 2.ª B y la producción siguió adelante.

### Estreno
Por culpa de sus malos antecedentes con la censura, no pudo estrenarse en Madrid ni Barcelona hasta 1953, concretamente el 18 de mayo en Barcelona y el 17 del junio en Madrid, y en ambas ciudades en cines de segunda categoría.
Las críticas, escasas, pues la película paso muy desapercibida, no fueron favorables, ya que el complejo discurso fílmico de Vida en Sombras provocó estupor en los críticos.

### Consecuencias
Debido a este fracaso económico, Llobet-Gràcia no pudo llevar a cabo su siguiente largometraje, El refugio, ni ningún otro largometraje, ganándose el calificativo de “director maldito”. 
Castilla Films tampoco pudo resistir este varapalo, quedando inacabado el ambicioso proyecto de Serrano de Osma, Cerco de ira, que tenía planeado comenzar en 1949, aunque sí pudo finalizar la modesta producción de Noventa minutos, que sería su último film.

### Reestreno
Años después de su estreno, tan solo quedaron dos copias en 16 mm y una de ellas llegó a manos de Ferran Alberich, que restauró el negativo y reestrenó el film en 1983, en Barcelona, y un año más tarde en Valladolid. La crítica quedó impresionada. Todo el proceso de creación de Vida en sombras se relata en el documental, dirigido por el propio Ferran Alberich, Bajo el signo de las sombras.

### Festival de Venecia de 2008
En la sesión de clausura de la 65 Mostra de Venecia se presentó, fuera de concurso y siendo la única cinta española en esa edición, Vida en Sombras, acompañada del documental Bajo el Signo de las Sombras. El catálogo del festival la describe como "una excepción en el panorama cinematográfico español. No sigue los preceptos oficiales del cine nacional de los cuarenta y es un producto de la pasión, no del interés comercial".